# Six Apart
Six Apart Ltd., parfois abrégée 6A, est un éditeur de logiciel basé à San Francisco, en Californie, aux États-Unis d'Amérique. Il est le créateur des plateformes de blogs Movable Type et TypePad. Son nom fait référence à la différence d'âge entre les deux époux cofondateurs, Ben et Mena Trott.
L'entreprise a été créée en septembre 2001, après que Ben, durant une période de chômage, écrit ce qui deviendra Movable Type pour permettre à Mena de publier facilement son weblog. Lorsque la version 1.0 fut mise en ligne, elle fut téléchargée plus de 100 fois dans la première heure.[réf. nécessaire]. En 2008, il fait partie des plates-formes de blogs reconnues.
En Europe, ses affaires sont gérées par Six Apart Europe. L'entrepreneur et blogueur français Loïc Le Meur en est un des actionnaires et a participé à son développement. 